# Pangkungparuk
Pangkungparuk is een bestuurslaag in het regentschap Buleleng van de provincie Bali, Indonesië. Pangkungparuk telt 5513 inwoners (volkstelling 2010).